# 11月25日 (旧暦)
旧暦11月25日は旧暦11月の25日目である。六曜は大安である。

## できごと
- 初始元年（ユリウス暦9年1月10日） - 王莽が新を建国。前漢が滅亡
- 養和元年（ユリウス暦1182年1月1日） - 高倉天皇の中宮・平徳子が院号宣下され建礼門院になる[1]
- 建久3年（ユリウス暦1192年12月31日） - 武将・熊谷直実が出家、法然に入門し蓮生と号す
- 弘治3年（ユリウス暦1557年12月15日） - 毛利元就が息子の毛利隆元・吉川元春・小早川隆景に14箇条の遺訓を記す。後に「三本の矢」の話として伝えられる
- 貞享4年（グレゴリオ暦1687年12月29日） - 松尾芭蕉が『笈の小文』の旅に出発。「旅人と我名よばれん初しぐれ」

## 誕生日
- 寛弘6年（ユリウス暦1009年12月14日） - 後朱雀天皇、69代天皇（+ 1045年）
- 文禄2年（ユリウス暦1594年1月6日） - 前田利常、3代加賀藩主（+ 1658年）
- 文政2年（グレゴリオ暦1820年1月10日） - 安藤信正、老中、陸奥国磐城平藩第5代藩主（+ 1871年）
- 明治3年（グレゴリオ暦1871年1月15日） - 堺利彦、社会主義運動家（+ 1933年）
- 明治5年（グレゴリオ暦1872年12月25日） - 添田唖蝉坊、演歌師（+ 1944年）

## 忌日
- 天正4年（ユリウス暦1576年12月15日） - 北畠具教、伊勢国司・北畠家第8代当主（* 1528年）
- 寛永19年（グレゴリオ暦1643年1月15日） - 立花宗茂、棚倉藩主・柳河藩主（* 1567年？1569年？）
- 宝暦4年（グレゴリオ暦1755年1月7日） - 鍋島宗茂、佐賀藩主（* 1687年）